# شهرستان رنکین (میسیسیپی)
|  |  |  |
|  |  |  |

شهرستان رنکین در مرکز ایالت می‌سی‌سی‌پی، واقع در ایالات متحده آمریکا می‌باشد. جمعیت این شهرستان ۱۴۱٬۶۱۷ نفر (سال ۲۰۱۰) و وسعت آن ۲٬۰۸۸ کیلومتر مربع است. مرکز این شهرستان شهر برندن می‌باشد.